# Chloroscirtus forceps
Chloroscirtus forceps är en insektsart som beskrevs av Henri Saussure och Francois Jules Pictet de la Rive 1897. Chloroscirtus forceps ingår i släktet Chloroscirtus och familjen vårtbitare. Inga underarter finns listade i Catalogue of Life.